# Ensemble Jacques Moderne
L'Ensemble Jacques Moderne, dirigé par Joël Suhubiette, est un chœur interprétant principalement le répertoire de la Renaissance et du Baroque. Il se situe à Tours. L'Ensemble Jacques Moderne a été fondé par Jean-Pierre Ouvrard à Tours. Il est dirigé par Joël Suhubiette depuis 1993. Il est spécialisé dans le répertoire de la Renaissance et baroque,.

## Discographie

### Sous la direction deJoël Suhubiette
- François Regnard, Motets, Calliope, 1995 (8 de Répertoire, 5 Diapasons, Choc du Monde de la Musique)
- Marco da Gagliano, Motets, Calliope, 1995 (8 de Répertoire, 5 Diapasons, 4 étoiles Monde de la Musique)
- Clément Janequin, La Bataille de Marignan, Calliope, 1996
- Giovanni Bassano, Motets, Calliope, 1997 (Palmarès du Prix International Antonio Vivaldi de Venise (1997), 8 de Répertoire, 5 Diapasons, 4 étoiles Monde de la Musique)
- Eustache Du Caurroy, Requiem, Calliope, 2000 (9 de Répertoire, 4 Diapasons, 4 étoiles Goldberg)
- François Couperin, Messe des Paroisses, Olivier Vernet, Ligia, 2000 (6 de Répertoire, 5 Diapasons, 4 étoiles Monde de la Musique, 4 étoiles Goldberg)
- Pierre Tabart, Requiem, Magnificat, Te Deum, Jean Tubéry, Virgin Veritas, 2001 (7 de Répertoire, 5 Diapasons)
- Cristobal de Morales, Francisco Guerrero, De Beata Virgine, Ligia, 2001 (8 de Répertoire, 4 Diapasons, 5 de Classica)
- Nicolas De Grigny, Livre d’orgue, Olivier Vernet, Ligia, 2003 (ffff Télérama, 9 de Répertoire, 5 Diapasons, 4 étoiles Monde de la Musique, Disque exceptionnel hifi-vidéo)
- Giacomo Carissimi, Jephté, Jonas, Ligia, 2003 (7 de Répertoire, 5 Diapasons, 4 étoiles Monde de la Musique)
- Jean Mouton, Motets, Ligia, 2003 (5 Diapasons, 5 de Classica, Choc du Monde de la Musique, Excellent disque hifi-vidéo)
- Dietrich Buxtehude, Jesu, meine Freude, Ligia, 2007 (5 Diapasons)
- Domenico Scarlatti, Stabat Mater - Messe de Madrid, Ligia, 2010 (Ring de ClassiqueInfo, 4 Diapasons, Muse d’or de Musebaroque.fr)

### Sous la direction deJean-Pierre Ouvrard
- Chants de la révolution française, (Livre-cassette), Le Livre de Poche, 1989
- Francisco Guerrero, Motets et Missa de La Battalla Escoutez, Musica Nova, 1990
- Claude Lejeune, Motets Latins, Musica Nova, 1991
- Guillaume Boni, Motets, Musica Nova, 1992
- Josquin Desprez, Missa D'ung aultre amer, Missa Malheur me bat, (Livre Disque), Posthume, 2013